# 寺沢計二
寺沢 計二（てらさわ けいじ、1959年または1960年 - ）は、日本の元文部科学官僚。

## 来歴・人物
徳島県徳島市渋野町出身。徳島県立城南高等学校から京都大学工学部に進み、物理工学を専攻した。1982年4月に科学技術庁(現・文部科学省) に入庁する。以後、産学連携の分野で活動した。
2015年3月まで仙台市の科学技術振興機構復興促進センター長を務めていた。最初は体調管理目的であったランニングは次第に走る楽しさに気づき、徳島赴任までは毎朝10 kmを走っていたという。
2015年4月、徳島県出身者として初めて阿南工業高等専門学校長に就任した。当時自宅は横浜にあり、37年ぶりの地元となった阿南市では官舎に単身赴任した。
2020年3月に文部科学省を定年退官し、阿南工業高等専門学校名誉教授となる。同年5月に日本技術士会に就職した。